# K.I.M.
K.I.M. (Kim Nofics; * 15. November 1986) ist ein französischer Beatboxer, der für E-Musik und Dubstep Style Beats bekannt ist.

## Karriere
K.I.M. fing mit dem Beatboxen 2007 an und machte sein internationales Debüt im Jahre 2009 mit der französischen Gruppe des Beatbox Championship. Mit seiner Gruppe Nocifs Sound System gewann K.I.M den Wettbewerb.  Er gewann auch denselben Wettbewerb im darauffolgenden Jahr. K.I.M. gewann 2011 den französischen Beatbox Championship. Er ist seitdem ein Mitglied von der Gruppe "Paname" und hat als französischen Slogan: "Le beatbox c’est mieux maintenant." (Deutsch: "Das Beatboxen ist jetzt besser.)

## Contests
- Französischer Team Beatbox Championship 2009 – 1. Platz[1]
- Französischer Team Beatbox Championship 2010 – 1. Platz[1]
- Französischer Beatbox Championship 2010 – Halbfinale
- Französischer Beatbox Championship 2011 – 1. Platz[1]
- Französischer Beatbox Championship 2013 – 2. Platz[4]
- Swissbeatbox Grand Beatbox Battle 2013 Showcase – 4. Platz[5]
- Beatbox Battle World Championship 2012 – Top 8[6]
- Kaiser vom Mikrofon Beatbox Battle 2012 – Viertelfinale[7]
- TKO – Paris, 2011[2]
- Ich greife das Mikrofon an – Paris, 2010[2]